# Chamifu, Yamel
Chamifu, jedna od bandi Yamel Indijanaca (Gatschet, 1877)) koji su u prvoj polovici 19. stoljeća obitavali na području rijeke Yamhill u Oregonu. Istoimena banda Chamifu u području Yamhilla (Swanton; Hodge) pripadala je srodnom plemenu Santiam. Plemena i bande uz Yamhill river Andshimmampak, Chamiwi i Chamifu zbog doseljenika koji migriraju Oregonskim putom (Oregon Trail) tridesetih i četrdesetih godina 19. stoljeća, preseljeni su 1855. na rezervat Grand Ronde, gdje im još žive potomci.